# Walter Richard Evans
Walter Richard Evans (* 15. Januar 1920 in St. Louis, Missouri; † 10. Juli 1999) war ein US-amerikanischer Theoretiker der Regelungstechnik, welcher 1948 das Wurzelortskurvenverfahren zur grafischen Stabilitätsuntersuchung von Regelkreisen entwickelte. Er wurde dafür 1987 von der American Society of Mechanical Engineers (ASME) mit der Rufus Oldenburger Medal ausgezeichnet.
Evans studierte an der Washington University in St. Louis das Fach Elektrotechnik und schloss das Studium 1941 mit dem Bachelor (BS) ab. Es folgten mehrere berufliche Tätigkeiten, unter anderem bei General Electric. 1951 erwarb er den Master (MS) in Elektrotechnik von der University of California, Los Angeles. Er arbeitete als Ingenieur im Bereich der Theorie der Regelungstechnik bei verschiedenen Firmen wie Rockwell International, und Ford Aeronautic.

## Werke
- Walter Richard Evans: Control-System Dynamics, McGraw-Hill, 1954